# Filippo Maria Visconti
Filippo Maria Visconti (ur. 19 sierpnia 1721, zm. 30 grudnia 1801 w Lyonie) – arcybiskup Mediolanu od 1783.
Syn Orlanda i Isabelli d'Antonio Bendoni. W 1765 r. został doktorem teologii.